# 刀剣乱舞 (舞台作品)
ここでは、2015年1月14日から配信されたPC版ブラウザゲーム『刀剣乱舞』（とうけんらんぶ）を原案としたミュージカル「刀ミュ（とうミュ）」、殺陣を中心とした舞台作品「刀ステ（とうステ）」、歌舞伎作品「とうかぶ」について解説する。

## ミュージカル
第一部がミュージカル、第二部がライブの全二部構成。第二部ではサイリウムやうちわ等の応援グッズが使用可能となる。審神者は存在するが、声のみの出演で舞台上には登場しない。公式略称は「刀ミュ（とうミュ）」。
また、ミュージカルからの派生ユニット「刀剣男士 team三条 with加州清光」「刀剣男士 team新撰組 with蜂須賀虎徹」「刀剣男士 formation of 三百年」「刀剣男士 加州清光」「刀剣男士 formation of つはもの」「刀剣男士 team幕末 with 巴形薙刀」「刀剣男士 髭切膝丸」「刀剣男士 formation of 葵咲」等としても音楽活動も行っている。2020年3月時点でシングル10枚、アルバム7枚をリリース

。2016年にはオリコン年間総売上新人部門において3位を獲得した。2018年、第69回NHK紅白歌合戦のジャパンカルチャー特集企画として出場した（後述）。
紅白出場・ストーリー展開を踏まえ、「三百年の子守唄2019再演」以降が"刀ミュの第二章"と位置付けられる。

### 演目（ミュージカル）
阿津賀志山異聞（あつかしやまいぶん）
トライアル公演 / 2015年10月 - 11月：東京
阿津賀志山異聞 / 2016年5月 - 6月：東京 / 大阪 / 京都
2016年1月1日：「刀剣男士 team三条 with加州清光」名義で、オープニングナンバー「刀剣乱舞」発売
2016年7月6日：エンディングナンバー「キミの詩」発売
2016年8月10日：アルバム「ミュージカル『刀剣乱舞』〜阿津賀志山異聞〜」発売
源義経と武蔵坊弁慶の歴史を改変しようとする歴史修正主義者を刀剣男士が阻止する物語となっている。
幕末天狼傳（ばくまつてんろうでん）
2016年9月 - 11月：東京 / 福岡 / 大阪
2017年1月：上海
2017年3月29日：「刀剣男士 team新撰組 with蜂須賀虎徹」名義でエンディングナンバー「ユメひとつ」発売
2017年6月28日：アルバム「ミュージカル『刀剣乱舞』〜幕末天狼傳〜」発売
幕末が舞台であり、新撰組を狙う歴史修正主義者を刀剣男士が阻止する物語となっている。
三百年（）の子守唄
2017年3月 - 4月：東京 / 大阪
2017年5月：中国（珠海大劇院）
2017年9月27日：「刀剣男士 formation of 三百年」名義でシングル「勝利の凱歌」発売
2017年11月8日：アルバム「ミュージカル『刀剣乱舞』〜三百年の子守歌〜」発売
時間遡行軍によって改変された歴史を刀剣男士が修正すると共に、徳川家康の一生を追う物語となっている。
つはものどもがゆめのあと
2017年11月 - 2018年1月：東京 / 京都 / 大阪
2018年5月16日：「刀剣男士 formation of つはもの」名義でシングル「BE IN SIGHT」発売
2018年7月25日：アルバム「ミュージカル『刀剣乱舞』〜つはものどもがゆめのあと〜」発売
再度、阿津賀志山へと出陣を命じられた刀剣男士達が、鎌倉幕府成立を阻止せんとする歴史修正主義者と闘いながら、自らの存在の根拠となる歴史へと思いを馳せる物語となっている。
結びの響、始まりの音（むすびのひびき、はじまりのね）
2018年3月 - 5月：東京 / 大阪
2018年9月19日：「刀剣男士 team幕末 with巴形薙刀」名義でシングル「決戦の鬨」発売
2018年11月14日：アルバム「ミュージカル『刀剣乱舞』～結びの響、始まりの音～」発売
新たな幕末の戦場を舞台に、刀剣男士が土方歳三を狙う時間遡行軍と闘いながら、かつてない葛藤と向き合う物語となっている。
阿津賀志山異聞2018 巴里（ぱり）
2018年7月15日：パリ → 「ジャポニスム2018 響きあう魂」の公式企画
2018年8月：東京
2018年10月28日：NHK『シブヤノオト』で巴里公演の舞台裏密着取材が行われ、地上波放送
2019年6月25日：BD/DVD発売
映像特典として、紅白歌合戦出場時の映像も一部収録
2020年1月22日：「刀剣男士 team三条 with加州清光」名義でシングル「Lost The Memory」発売
三百年（）の子守唄2019
2019年1月 - 3月：東京 / 大阪 / 京都
2019年9月4日：「刀剣男士 formation of 三百年」名義でシングル「鼓動」発売。
2019年11月20日：アルバム「ミュージカル『刀剣乱舞』〜三百年の子守歌〜」発売。
2017年公演と2019年公演では大倶利伽羅のキャスト変更
髭切膝丸 双騎出陣2019〜SOGA〜
2019年7月：東京
2020年3月25日：「刀剣男士 髭切膝丸」名義でアルバム「ミュージカル『刀剣乱舞』髭切膝丸 双騎出陣2019〜SOGA〜」発売
これまでの公演とは異なり、髭切・膝丸の二口が曾我祐成と曾我時致に扮し曽我兄弟の仇討ちを演じる構成となっている。
葵咲本紀（きしょうほんぎ）
2019年8月 - 10月：東京 / 大阪 / 兵庫 / 福岡
2020年6月24日：「刀剣男士 formation of 葵咲」名義でシングル「約束の空」発売
2020年8月26日：アルバム「ミュージカル『刀剣乱舞』 ～葵咲本紀～」発売
三百年の子守唄から継承された世界観で慶長5年、関ヶ原の戦いの前時代を舞台に徳川家康の次男である結城秀康を狙う敵と闘いながら、守るべき歴史を問う物語となっている。
静かの海のパライソ
2020年3月 - 5月：東京 / 兵庫 / 熊本 / 宮城
COVID-19の影響により、上演されたのは3月21日 - 26日の東京のみ。
3月27日以降の東京公演・兵庫公演・熊本公演・宮城公演・東京凱旋公演：中止
大千秋楽ライブビューイング：上映中止
Blu-ray/DVD：販売中止
本演目は2021年秋頃に改めて上演予定である旨が合わせて発表された。
髭切膝丸 双騎出陣2020〜SOGA〜
2020年8月 - 10月：兵庫 / 東京
9月27日 - 30日：関係者からCOVID-19の陽性者が出たため中止
2021年2月24日：「刀剣男士 髭切膝丸」名義でシングル「静寂の闘志」発売
幕末天狼傳2020
2020年9月 - 11月：東京 / 福岡 / 京都
9月24日 - 11月2日：関係者からCOVID-19の陽性者が出たため中止
11月13日 - ：再開
2021年5月26日：「刀剣男士 team新撰組 with蜂須賀虎徹」名義でシングル「Scarlet Lips」発売
2021年6月30日：アルバム「ミュージカル『刀剣乱舞』〜幕末天狼傳〜」発売
2016年公演と2020年公演では堀川国広のキャスト変更
東京心覚（とうきょうこころおぼえ）
2021年3月 - 5月：東京 / 宮城 / 熊本 / 愛知 / 大阪
3月20日 / 21日：宮城県沖地震の影響で中止
5月1日 - 5月8日：COVID-19の影響による緊急事態宣言発令を受け中止
2021年12月1日：「刀剣男士 formation of 心覚」名義で両A面シングル「問わず語り/焔」発売
2022年3月2日：アルバム「ミュージカル『刀剣乱舞』-東京心覚-」発売
初の8振編成であり、部隊を組み替えながら複数の時代の「東京」に出陣し守るべき歴史を問う物語。
にっかり青江単騎出陣
2021年4月 - 5月：北海道 / 岩手 / 秋田 / 新潟 / 富山 / 石川 / 福井 / 大阪 / 奈良 / 鳥取 / 島根 / 福岡 / 熊本 / 鹿児島
2021年10月：福島 / 茨城 / 山梨 / 愛知 / 滋賀 / 和歌山 / 岡山 / 高知 / 愛媛 / 大分 / 宮崎
2022年2月 - 3月：沖縄 / 長崎 / 佐賀 / 山口 / 京都 / 兵庫 / 岐阜 / 静岡 / 神奈川 / 群馬 / 栃木 / 青森 / 宮城
2022年9月 - 10月：東京 / 埼玉 / 千葉 / 宮城 / 山形 / 長野 / 福井 / 三重 / 広島 / 徳島 / 大阪 / 香川
2021年の春と秋、2022年の春と秋の計4度のツアーに分けて、47都道府県全てを巡る公演となっている。
5月12日 / 14日：COVID-19の影響を受け中止
静かの海のパライソ2021
2021年9月 - 11月：東京 / 福岡 / 大阪 / 宮城
2022年5月25日：「刀剣男士 formation of パライソ」名義でシングル「Free Style」発売
2022年7月27日：アルバム「ミュージカル『刀剣乱舞』〜静かの海のパライソ〜」発売
寛永年間の島原にて、島原・天草一揆の歴史を守りながら刀剣男士の任務について問う物語。
江水散花雪（こうすいさんかのゆき）
2022年1月 - 3月：愛知 / 大阪 / 東京
幕末から維新までの時代を舞台に、吉田松陰・井伊直弼との交流を重ねた刀剣男士たちが歴史に向き合う物語。
2022年10月19日：「刀剣男士 formation of 江水散花雪」名義でシングル「お前が知ってる」発売
鶴丸国永 大倶利伽羅 双騎出陣 ～春風桃李巵～（しゅんぷうとうりのさかずき）
2022年8月 - 9月：東京 / 大阪
江 おん すていじ
2022年12月 - 2023年1月：東京 / 大阪
花影ゆれる砥水（はなかげゆれるとみず）
2023年4月 - 6月：東京 / 兵庫 / 福岡
千子村正 蜻蛉切 双騎出陣 〜万の華うつす鏡〜
2023年11月 - 12月：東京
陸奥一蓮（みちのおく　ひとつはちす）
2024年3月 - 5月：東京 / 大阪
和泉守兼定 堀川国広 山姥切国広 参騎出陣 ～八百八町膝栗毛～（はっぴゃくやちょうひざくりげ）
2024年8月 - 9月：大阪 / 東京
坂龍飛騰（ばんりょうひとう）
2025年3月 - 5月：東京 / 大阪

### 演目（ライブ）
公式ファンサイトプレミアム会員限定LIVE
2016年7月：公式ファンサイトのプレミアム会員限定で開催された。
team三条with加州清光が出陣。
in 嚴島神社（いつくしまじんじゃ）
2016年11月12日：広島
「嚴島神社 世界遺産登録20周年記念奉納行事」として特別公演
阿津賀志山異聞と幕末天狼傳の計11振による特別遠征部隊としての出陣。
真剣乱舞祭2016
2016年12月：東京
阿津賀志山異聞と幕末天狼傳の部隊が加州清光を巡って5つの勝負を行うという構成になっている。
加州清光単騎出陣2017
2017年10月：東京
2017年12月13日：「刀剣男士 加州清光」名義でシングル「見つめてくれるなら」発売
加州清光が一振りのみでミュージカルパートなしのライブ公演を行う。
真剣乱舞祭2017
2017年12月：東京 / 大阪 / 埼玉 / 中国・広州
「真冬の百物語」と題してつはものどもがゆめのあとまでに出陣した16振りが自身にまつわる伝説や物語を披露していく構成になっている。
加州清光単騎出陣2018
2018年9月 - 10月：東京 / 宮城 / 大阪 / 北海道
2019年5月15日：「刀剣男士 加州清光」名義でシングル「Promise You」発売
初演のセットリストに新曲や新衣装を加えパワーアップする形で行われた。
真剣乱舞祭2018
2018年11月 - 12月：福井 / 東京 / 宮城 / 大阪
結びの響、始まりの音までの18振りが自身の由来を基に東軍と西軍に分かれ「東西祭り対決」を行う。
加州清光単騎出陣 ASIA TOUR
2019年4月 - 5月：上海 / バンコク / マカオ / 千葉
過去2回の内容に更に曲や演出を追加した構成になっている。
歌合 乱舞狂乱2019
2019年11月 - 2020年1月：長野 / 宮城 / 北海道 / 福岡 / 広島 / 埼玉 / 愛知 / 大阪 / 東京
歌合を題材に葵咲本紀までの18振りが赤組と青組に分かれ、万葉集・古今和歌集から引用した和歌をモチーフにした本丸の日常を描く構成になっている。
壽 乱舞音曲祭
2021年1月：東京
2020年10月に同シリーズが五周年を迎えたことを記念したガラコンサート。
2021年7月28日：「刀剣男士 大編成 壽2021」名義でシングル「壽歌」発売
新曲・新衣装とともに、阿津賀志山異聞から幕末天狼傳2020までの出陣を振り返る構成になっている。
真剣乱舞祭2022
2022年5月 - 6月：福井 / 愛知 / 大阪 / 宮城 / 福岡 / 広島 / 千葉 / 東京
「お祭り」をテーマに、江水散花雪までの刀剣男士が東西様々な祭りを紹介していく。
㊇ 乱舞野外祭（すえひろがり らんぶやがいまつり）
2023年9月：山梨
江 おん すていじ ぜっぷつあー
2023年12月 - 2024年1月：愛知 / 北海道 /大阪 / 東京 / 福岡 / 神奈川
祝玖寿 乱舞音曲祭
2024年10月 - 12月：福井 / 北海道 / 広島 /大阪 / 愛知 / 福岡 / 千葉 / 宮城 / 神奈川
目出度歌誉花舞 十周年祝賀祭
2025年7月29日、30日：東京

### 主なキャスト（ミュージカル）
阿津賀志山異聞 及び 阿津賀志山異聞2018巴里
- 三日月宗近 - 黒羽麻璃央
- 小狐丸 - 北園涼・岩崎大輔（怪我により2018東京公演代役）
- 石切丸 - 崎山つばさ
- 岩融 - 佐伯大地
- 今剣 - 大平峻也
- 加州清光 - 佐藤流司
- 武蔵坊弁慶 - 田中しげ美
- 源義経 - 荒木健太朗
- 源頼朝 - 奥野正明（2015 - 2016) / 冨田昌則（2018）
- 藤原泰衡 - 加古臨王

幕末天狼傳 及び 幕末天狼傳2020
- 加州清光 - 佐藤流司
- 大和守安定 - 鳥越裕貴
- 和泉守兼定 - 有澤樟太郎
- 堀川国広 - 小越勇輝（2016）/ 阪本奨悟（2020）
- 蜂須賀虎徹 - 高橋健介
- 長曽祢虎徹 - 伊万里有
- 近藤勇 - 郷本直也（2016）/ 小柳心（2020）
- 土方歳三 - 高木トモユキ
- 沖田総司 - 栩原楽人（2016）/ 定本楓馬（2020）

三百年の子守唄 及び 三百年の子守唄2019
- 石切丸 - 崎山つばさ
- にっかり青江 - 荒木宏文
- 千子村正 - 太田基裕
- 蜻蛉切 - spi
- 物吉貞宗 - 横田龍儀
- 大倶利伽羅 - 財木琢磨（2017）/ 牧島輝（2019）
- 徳川家康 - 鷲尾昇
- 松平信康 - 大野瑞生
- 竹千代 - 阿由葉朱凌、小島幸士 （2017）/ 中村琉葦、川尻拓彌（2019）※Wキャスト
- 吾兵 - 高根正樹

つはものどもがゆめのあと
- 三日月宗近 - 黒羽麻璃央
- 小狐丸 - 北園涼
- 岩融 - 佐伯大地
- 今剣 - 大平峻也
- 髭切 - 三浦宏規
- 膝丸 - 高野洸
- 武蔵坊弁慶 - 田中しげ美
- 源義経 - 荒木健太朗
- 源頼朝 - 冨田昌則
- 藤原泰衡 - 加古臨王

結びの響、始まりの音
- 大和守安定 - 鳥越裕貴
- 和泉守兼定 - 有澤樟太郎
- 陸奥守吉行 - 田村心
- 堀川国広 - 阪本奨悟
- 長曽祢虎徹 - 伊万里有
- 巴形薙刀 - 丘山晴己
- 土方歳三 - 高木トモユキ
- 島田魁 - 辰巳智秋
- 中島登 - 新原武
- 榎本武揚 - 藤田玲

髭切 膝丸 双騎出陣2019 及び 2020
- 髭切・曽我十郎祐成 - 三浦宏規
- 膝丸・曽我五郎時致 - 高野洸
- 瞽女・母・箱根別当行実 - 加納幸和（花組芝居）
- 工藤祐経 - 丸川敬之（花組芝居）

葵咲本紀
- 明石国行 - 仲田博喜
- 千子村正 - 太田基裕
- 蜻蛉切 - spi
- 鶴丸国永 - 岡宮来夢
- 御手杵 - 田中涼星
- 篭手切江 - 田村升吾
- 徳川家康 - 鷲尾昇
- 松平信康 - 大野瑞生
- 結城秀康 - 二葉要・加古臨王 （急病のため9月25日18時30分公演から代役）
- 永見貞愛 - 二葉勇
- 徳川秀忠 - 原嶋元久

静かの海のパライソ 及び 静かの海のパライソ2021
- 鶴丸国永 - 岡宮来夢
- 大倶利伽羅 - 牧島輝
- 浦島虎徹 - 糸川耀士郎
- 日向正宗 - 石橋弘毅
- 豊前江 - 立花裕大
- 松井江 - 笹森裕貴
- 松平信綱 - 吉川純広
- 少年・兄 - 横山賀三
- 弟 - 中村琉葦
- 山田右衛門作 - 中村誠治郎

東京心覚
- 大典太光世 - 雷太
- ソハヤノツルキ - 中尾暢樹
- 豊前江 - 立花裕大
- 桑名江 - 福井巴也
- 水心子正秀 - 小西成弥
- 源清磨 - 佐藤信長
- 五月雨江 - 山﨑晶吾
- 村雲江 - 永田聖一朗
- 天海・勝海舟 - 三上市朗
- 平将門 - 川隅美慎
- 太田道灌 - 有馬自由

にっかり青江単騎出陣2021 及び 2022
- にっかり青江 - 荒木宏文

江水散花雪
- 和泉守兼定 - 有澤樟太郎
- 大包平 - 松島勇之介
- 小竜景光 - 長田光平・兵藤結也 （怪我のため大阪公演から一部代役）
- 山姥切国広 - 加藤大悟
- 南泉一文字 - 武本悠佑
- 肥前忠広 - 石川凌雅
- 井伊直弼 - 俵木藤汰
- 会沢正志斎・ハリス・弾左衛門・勝海舟 - 犬飼淳治
- 吉田松陰 - 遠藤雄弥

春風桃李巵
- 鶴丸国永 - 岡宮来夢
- 大倶利伽羅 - 牧島輝
- 伊達政宗 - 岡幸二郎
- 虎哉宗乙・支倉常長 -  唐橋充
- 梵天丸 - 後藤成貴、田中悠貴※Wキャスト

江 おん すていじ
- 篭手切江 - 田村升吾
- 豊前江 - 立花裕大
- 桑名江 - 福井巴也
- 松井江 - 笹森裕貴
- 五月雨江 - 山崎晶吾
- 村雲江 - 永田聖一朗
- 大典太光世 - 雷太
- 水心子正秀 - 小西成弥

花影ゆれる砥水
- 鬼丸国綱 - 林光哲
- 一期一振 - 國島直希
- 大般若長光 - 京典和玖
- 小竜景光 - 長田光平
- へし切長谷部 - 木原瑠生
- 山姥切長義 - 水江建太
- 本阿弥光徳 - 唐橋充
- カゲ - 杉山諒二
- 豊臣秀吉 - 小須田康人

千子村正 蜻蛉切 双騎出陣 〜万の華うつす鏡～
- 千子村正 - 太田基裕
- 蜻蛉切 - spi
- 糸役 - 柴一平

陸奥一蓮
- 三日月宗近 - 黒羽麻璃央
- 加州清光 - 佐藤流司
- 蜂須賀虎徹 - 高橋健介
- 鶴丸国永 - 岡宮来夢
- 水心子正秀 - 小西成弥
- 大包平 - 松島勇之介
- 山姥切国広 - 加藤大悟
- 阿弖流為 - 山本亨
- 母禮 - 細見大輔
- 坂上田村麻呂 - 三上市朗

和泉守兼定 堀川国広 山姥切国広 参騎出陣 ～八百八町膝栗毛～
- 和泉守兼定 - 有澤樟太郎
- 堀川国広 - 阪本奨悟
- 山姥切国広 - 加藤大悟
- 蔦屋重三郎 - オレノグラフィティ
- 喜多川歌麿 - 山岸門人
- 瑣吉 - 鈴木利典
- 謎の男 - 前田隆太朗

坂龍飛騰
- 陸奥守吉行 - 田村心
- 肥前忠広 - 石川凌雅
- 南海太郎朝尊 - 塩田一期
- 笹貫 - 福澤侑
- 後家兼光 - 佐奈宏紀
- 大慶直胤 - 大友至恩
- 坂本龍馬 - 上山竜治
- 西郷隆盛 - 松本 亮
- 久坂玄瑞 - 鈴木利典
- 岡田以蔵 - 兼松若人
- 勝麟太郎 - 日野陽仁

### スタッフ（ミュージカル）
- 原案 - 「刀剣乱舞-ONLINE-」（DMMゲームズ/Nitroplus）
- 演出 - 茅野イサム
- 脚本 - 御笠ノ忠次(にっかり青江単騎出陣まで)
- 脚本 - 浅井さやか(江おんすていじ)
- 振付 - 本山新之助、TETSUHARU、DAZZLE、桜木涼介、當間里美、スズキ拓朗、福澤侑
- 音楽監督 - YOSHIZUMI
- 音楽 - YOSHIZUMI、和田俊輔、油井誠志
- 主催 - ミュージカル『刀剣乱舞』制作委員会（ネルケプランニング、DMM.com、ニトロプラス、ユークリッド・エージェンシー）

### 関連作品（ミュージカル）
| 発売日                             | タイトル                       | 規格品番                       | 規格品番                                                      | 最高位                                |
| 発売日                             | タイトル                       | 予約限定盤                     | プレス限定盤                                                  | 最高位                                |
| 刀剣男士 team三条 with加州清光     | 刀剣男士 team三条 with加州清光 | 刀剣男士 team三条 with加州清光 | 刀剣男士 team三条 with加州清光                                | 刀剣男士 team三条 with加州清光        |
| ---------------------------------- | ------------------------------ | ------------------------------ | ------------------------------------------------------------- | ------------------------------------- |
| 2016年1月1日                       | 刀剣乱舞                       | EMPC-0001〜6                   | EMPC-0007〜12                                                 | 3位（予約限定盤） 2位（プレス限定盤） |
| 2016年7月6日                       | キミの詩                       | EMPC-0016〜21                  | EMPC-0022〜27                                                 | 3位                                   |
| 2020年1月22日                      | Lost The Memory                | -                              | EMPC-5006〜11                                                 | 4位                                   |
| 刀剣男士 team新撰組 with蜂須賀虎徹 |                                |                                |                                                               |                                       |
| 2017年3月29日                      | ユメひとつ                     | EMPC-0031〜36                  | EMPC-0037〜42                                                 | 3位                                   |
| 2021年5月26日                      | Scarlet Lips                   | EMPC-5050〜55                  | EMPC-5056〜61                                                 | 2位                                   |
| 刀剣男士 formation of 三百年       |                                |                                |                                                               |                                       |
| 2017年9月27日                      | 勝利の凱歌                     | EMPC-0047〜52                  | EMPC-0053〜58                                                 | 1位                                   |
| 2019年9月4日                       | 鼓動                           | EMPC-5012〜17                  | EMPC-5018〜23                                                 | 2位                                   |
| 刀剣男士 加州清光                  |                                |                                |                                                               |                                       |
| 2017年12月13日                     | 見つめてくれるなら             | -                              | EMPC-0062（初回プレス限定盤A） EMPC-0062（初回プレス限定盤B） | 7位                                   |
| 2019年5月15日                      | Promise You                    | -                              | EMPC-5004（初回プレス限定盤A） EMPC-5005（初回プレス限定盤B） | 14位                                  |
| 刀剣男士 formation of つはもの     |                                |                                |                                                               |                                       |
| 2018年5月16日                      | BE IN SIGHT                    | EMPC-0064〜69                  | EMPC-0070〜75                                                 | 2位                                   |
| 刀剣男士 team幕末 with巴形薙刀     |                                |                                |                                                               |                                       |
| 2018年9月19日                      | 決戦の鬨                       | EMPC-0081〜86                  | EMPC-0087〜92                                                 | 2位                                   |
| 刀剣男士 formation of 葵咲         |                                |                                |                                                               |                                       |
| 2020年6月24日                      | 約束の空                       | EMPC-5030〜35                  | EMPC-5036〜41                                                 | 2位                                   |
| 刀剣男士 髭切膝丸                  |                                |                                |                                                               |                                       |
| 2021年2月24日                      | 静寂の闘志                     | EMPC-5046〜47                  | EMPC-5048〜49                                                 | 4位                                   |
| 刀剣男士 大編成 壽2021             |                                |                                |                                                               |                                       |
| 2021年7月28日                      | 壽歌                           | EMPC-5068                      | EMPC-5069                                                     | 4位                                   |
| 刀剣男士 formation of 心覚         |                                |                                |                                                               |                                       |
| 2021年12月1日                      | 問わず語り / 焔                | EMPC-5082〜85                  | EMPC-5086〜89                                                 | 2位                                   |
| 刀剣男士 formation of パライソ     |                                |                                |                                                               |                                       |
| 2022年5月25日                      | Free Style                     | EMPC-5070〜75                  | EMPC-5076〜81                                                 | 3位                                   |
| 刀剣男士 formation of 江水散花雪   |                                |                                |                                                               |                                       |
| 2022年10月19日                     | お前が知ってる                 | EMPC-5097〜5102                | EMPC-5103〜08                                                 | 2位                                   |

| 発売日                             | タイトル                                                | 規格品番                                                                              | 規格品番                       | 最高位                         |
| 発売日                             | タイトル                                                | 初回限定盤                                                                            | 通常盤                         | 最高位                         |
| 刀剣男士 team三条 with加州清光     | 刀剣男士 team三条 with加州清光                          | 刀剣男士 team三条 with加州清光                                                        | 刀剣男士 team三条 with加州清光 | 刀剣男士 team三条 with加州清光 |
| ---------------------------------- | ------------------------------------------------------- | ------------------------------------------------------------------------------------- | ------------------------------ | ------------------------------ |
| 2016年8月10日                      | ミュージカル『刀剣乱舞』〜阿津賀志山異聞〜              | EMPC-0028（CD2枚組+ソングトラック） EMPC-0029（CD2枚組+サウンドトラック）             | EMPC-0030                      | 2位                            |
| 刀剣男士 team新撰組 with蜂須賀虎徹 |                                                         |                                                                                       |                                |                                |
| 2017年6月28日                      | ミュージカル『刀剣乱舞』〜幕末天狼傳〜                  | EMPC-0044（CD2枚組+ソングトラック） EMPC-0045（CD2枚組+サウンドトラック）             | EMPC-0046                      | 7位                            |
| 2021年6月30日                      | ミュージカル『刀剣乱舞』〜幕末天狼傳〜                  | EMPC-5062（CD2枚組+1部ソングトラック） EMPC-5063（CD2枚組+2部ソングトラック）         | EMPC-5064                      | 5位                            |
| 刀剣男士 formation of 三百年       |                                                         |                                                                                       |                                |                                |
| 2017年11月8日                      | ミュージカル『刀剣乱舞』〜三百年の子守唄〜              | EMPC-0059（CD2枚組+ソングトラック） EMPC-0060（CD2枚組+サウンドトラック）             | EMPC-0061                      | 4位                            |
| 2019年11月20日                     | ミュージカル『刀剣乱舞』〜三百年の子守唄〜              | EMPC-5024（CD2枚組22曲+1部ソングトラック） EMPC-5025（CD2枚組22曲+2部ソングトラック） | EMPC-5026                      | 4位                            |
| 刀剣男士 formation of つはもの     |                                                         |                                                                                       |                                |                                |
| 2018年7月25日                      | ミュージカル『刀剣乱舞』 〜つはものどもがゆめのあと〜   | EMPC-0078（CD2枚組22曲＋ソングトラック） EMPC-0079（CD2枚組22曲＋サウンドトラック）   | EMPC-0080                      | 5位                            |
| 刀剣男士 team幕末 with巴形薙刀     |                                                         |                                                                                       |                                |                                |
| 2018年11月14日                     | ミュージカル『刀剣乱舞』 〜結びの響、始まりの音〜       | EMPC-5001（CD2枚組22曲+1部ソングトラック） EMPC-5002（CD2枚組22曲+2部ソングトラック） | EMPC-5003                      | 4位                            |
| 刀剣男士 髭切膝丸                  |                                                         |                                                                                       |                                |                                |
| 2020年3月25日                      | ミュージカル『刀剣乱舞』 髭切膝丸 双騎出陣2019 〜SOGA〜 | EMPC-5027（CD2枚組22曲+1部ソングトラック） EMPC-5028（CD2枚組22曲+2部ソングトラック） | EMPC-5029                      | 3位                            |
| 刀剣男士 formation of 葵咲         |                                                         |                                                                                       |                                |                                |
| 2020年8月26日                      | ミュージカル『刀剣乱舞』〜葵咲本紀〜                    | EMPC-5043（CD2枚組24曲+1部ソングトラック） EMPC-5044（CD2枚組24曲+2部ソングトラック） | EMPC-5045                      | 2位                            |
| 刀剣男士 formation of 心覚         |                                                         |                                                                                       |                                |                                |
| 2022年3月2日                       | ミュージカル『刀剣乱舞』-東京心覚-                      | EMPC-5090（CD2枚組25曲+1部ソングトラック） EMPC-5091（CD2枚組25曲+2部ソングトラック） | EMPC-5092                      | 2位                            |
| 刀剣男士 formation of パライソ     |                                                         |                                                                                       |                                |                                |
| 2022年7月27日                      | ミュージカル『刀剣乱舞』〜静かの海のパライソ〜          | EMPC-5094（CD2枚組34曲+1部ソングトラック） EMPC-5095（CD2枚組34曲+2部ソングトラック） | EMPC-5096                      | 7位                            |
| 刀剣男士 formation of 江水散花雪   |                                                         |                                                                                       |                                |                                |
| 2023年3月15日                      | ミュージカル『刀剣乱舞』〜江水散花雪〜                  | EMPC-5109（CD2枚組21曲+1部ソングトラック） EMPC-5110（CD2枚組21曲+2部ソングトラック） | EMPC-5111                      |                                |

| 発売日         | タイトル                                                                        | 規格品番                                    | 規格品番                                    | 最高位                                                                     |
| 発売日         | タイトル                                                                        | Blu-ray                                     | DVD                                         | 最高位                                                                     |
| -------------- | ------------------------------------------------------------------------------- | ------------------------------------------- | ------------------------------------------- | -------------------------------------------------------------------------- |
| 2016年2月25日  | ミュージカル『刀剣乱舞』トライアル公演                                          | -                                           | EMPV-0001                                   | 14位                                                                       |
| 2016年9月24日  | ミュージカル『刀剣乱舞』〜阿津賀志山異聞〜                                      | EMPB-0001                                   | EMPV-0004                                   |                                                                            |
| 2017年3月4日   | ミュージカル『刀剣乱舞』〜幕末天狼傳〜                                          | EMPB-0002                                   | EMPV-0005                                   | 4位（BD） 2位（DVD）                                                       |
| 2017年4月28日  | ミュージカル『刀剣乱舞』〜真剣乱舞祭 2016〜                                     | EMPB-0003                                   | EMPV-0006                                   | 7位（BD） 6位（DVD）                                                       |
| 2017年7月31日  | ミュージカル『刀剣乱舞』〜三百年の子守唄〜                                      | EMPB-0004                                   | EMPV-0007                                   | 3位（BD） 2位（DVD）                                                       |
| 2017年8月30日  | ミュージカル『刀剣乱舞』 in 嚴島神社                                            | EMPB-0005（予約限定盤） EMPB-0006（通常盤） | EMPV-0009（予約限定盤） EMPV-0010（通常盤） | 4位（BD・DVD）                                                             |
| 2018年2月20日  | ミュージカル『刀剣乱舞』 加州清光 単騎出陣2017                                  | EMPB-0007                                   | EMPV-0011                                   | 5位（BD） 4位（DVD）                                                       |
| 2018年5月30日  | ミュージカル『刀剣乱舞』 〜真剣乱舞祭2017〜                                     | EMPB-0009                                   | EMPV-0015                                   | 3位（BD） 2位（DVD）                                                       |
| 2018年6月27日  | ミュージカル『刀剣乱舞』〜つはものどもがゆめのあと〜                            | EMPB-0008                                   | EMPV-0014                                   | 3位（BD） 4位（DVD）                                                       |
| 2018年10月17日 | ミュージカル『刀剣乱舞』 〜結びの響、始まりの音〜                               | EMPB-0011                                   | EMPV-0017                                   | 4位（BD） 1位（DVD）                                                       |
| 2019年3月20日  | ミュージカル『刀剣乱舞』 〜阿津賀志山異聞2018 巴里〜                            | EMPB-5001                                   | EMPV-5001                                   | 5位（BD） 8位（DVD）                                                       |
| 2019年4月24日  | ミュージカル『刀剣乱舞』 加州清光 単騎出陣2018                                  | EMPB-5002                                   | EMPV-5002                                   | 20位（BD） 14位（DVD）                                                     |
| 2019年5月29日  | ミュージカル『刀剣乱舞』 〜真剣乱舞祭2018〜                                     | EMPB-5003                                   | EMPV-5003                                   | 2位（BD） 3位（DVD）                                                       |
| 2019年6月25日  | シブヤノオト Presents ミュージカル『刀剣乱舞』-2.5次元から世界へ-＜特別編集版＞ | EMPB-5005                                   | EMPV-5005                                   | 5位（BD） 3位（DVD）                                                       |
| 2019年10月16日 | ミュージカル『刀剣乱舞』 〜三百年の子守唄2019〜                                 | EMPB-5004                                   | EMPV-5004                                   | 3位（BD） 3位（DVD）                                                       |
| 2019年12月18日 | ミュージカル『刀剣乱舞』 加州清光 単騎出陣 アジアツアー                         | EMPB-5006                                   | EMPV-5006                                   | 12位（BD） 11位（DVD）                                                     |
| 2020年2月12日  | ミュージカル『刀剣乱舞』 髭切膝丸 双騎出陣2019 〜SOGA〜                         | EMPB-5007                                   | EMPV-5007                                   | 1位（BD） 4位（DVD）                                                       |
| 2020年5月13日  | ミュージカル『刀剣乱舞』〜葵咲本紀〜                                            | EMPB-5008                                   | EMPV-5008                                   | 5位（BD） 2位（DVD）                                                       |
| 2020年7月22日  | ミュージカル『刀剣乱舞』歌合 乱舞狂乱 2019                                      | EMPB-5009                                   | EMPV-5009                                   | 1位（BD） 3位（DVD）                                                       |
| 2020年10月28日 | ミュージカル『刀剣乱舞』 〜MUSIC CLIPS 2015-2020〜                              | EMPB-5012                                   | EMPV-5012                                   | 2位（BD） 2位（DVD）                                                       |
| 2021年3月17日  | ミュージカル『刀剣乱舞』 髭切膝丸 双騎出陣 2020 〜SOGA〜                        | EMPB-5013                                   | EMPV-5013                                   | 4位（BD） 6位（DVD）                                                       |
| 2021年4月21日  | ミュージカル『刀剣乱舞』 〜幕末天狼傳〜                                         | EMPB-5014                                   | EMPV-5014                                   | 3位（BD） 7位（DVD）                                                       |
| 2021年8月18日  | ミュージカル『刀剣乱舞』 五周年記念 壽 乱舞音曲祭                               | EMPB-5015                                   | EMPV-5015                                   | 3位（BD初回限定盤） 1位（DVD初回限定盤） 26位（BD通常盤） 9位（DVD通常盤） |
| 2022年1月5日   | ミュージカル『刀剣乱舞』 -東京心覚-                                             | EMPB-5017                                   | EMPV-5017                                   | 2位（BD） 2位（DVD）                                                       |
| 2022年6月29日  | ミュージカル『刀剣乱舞』 〜静かの海のパライソ〜                                 | EMPB-5011                                   | EMPV-5011                                   | 2位（BD） 3位（DVD）                                                       |
| 2022年11月9日  | ミュージカル『刀剣乱舞』〜江水散花雪〜                                          | EMPB-5018                                   | EMPV-5018                                   | 2位（BD） 3位（DVD）                                                       |

| タイトル                                                               | 発売日         | ISBN              |
| ---------------------------------------------------------------------- | -------------- | ----------------- |
| 写真集「ミュージカル刀剣乱舞 回想録 嚴島神社」                         | 2017年3月4日   | 978-4-99-008895-8 |
| ミュージカル刀剣乱舞 真剣乱舞祭2016 彩時記                             | 2017年8月10日  | 978-4-99-008896-5 |
| ピアノソロ ミュージカル『刀剣乱舞』〜幕末天狼傳〜 ピアノ・セレクション | 2017年11月20日 | 978-4-63-694996-4 |
| ミュージカル刀剣乱舞 真剣乱舞祭2017 彩時記                             | 2018年5月30日  | 978-4-99-008898-9 |
| ミュージカル刀剣乱舞 真剣乱舞祭2018 彩時記                             | 2019年5月29日  | 978-4-9900889-9-6 |
| 戯曲 ミュージカル『刀剣乱舞』 〜阿津賀志山異聞〜                       | 2019年7月18日  | 978-4-0878087-7-3 |
| 戯曲 ミュージカル『刀剣乱舞』 〜幕末天狼傳〜                           | 2019年7月18日  | 978-4-0878087-8-0 |
| 戯曲 ミュージカル『刀剣乱舞』 〜三百年の子守唄〜                       | 2019年7月18日  | 978-4-0878087-9-7 |
| ミュージカル刀剣乱舞 歌合 乱舞狂乱2019 彩時記                          | 2020年7月22日  | 978-4-9094480-7-1 |
| ミュージカル刀剣乱舞 髭切膝丸双騎出陣2020〜SOGA〜 彩時記               | 2021年2月9日   | 978-4-9094480-9-5 |
| 戯曲 ミュージカル『刀剣乱舞』 〜つはものどもがゆめのあと〜             | 2021年4月19日  | 978-4-08-790037-8 |
| 戯曲 ミュージカル『刀剣乱舞』 〜結びの響、始まりの音〜                 | 2021年4月19日  | 978-4-08-790038-5 |
| 戯曲 ミュージカル『刀剣乱舞』 〜葵咲本紀〜                             | 2021年4月19日  | 978-4-08-790036-1 |
| ミュージカル刀剣乱舞 五周年記念 壽乱舞音曲祭 彩時記                    | 2021年7月21日  | JAN 4573478624932 |
| 漫画 ミュージカル『刀剣乱舞』阿津賀志山異聞 上（著：山崎京）           | 2022年2月18日  | 978-4-08-892193-8 |
| 漫画 ミュージカル『刀剣乱舞』阿津賀志山異聞 下（著：山崎京）           | 2022年2月18日  | 978-4-08-892194-5 |
| 漫画 ミュージカル『刀剣乱舞』幕末天狼傳 上（著：山崎京）               | 2022年12月19日 | 978-4-08-892525-7 |
| 漫画 ミュージカル『刀剣乱舞』幕末天狼傳 下（著：山崎京）               | 2022年12月19日 | 978-4-08-892526-4 |
| ミュージカル刀剣乱舞 真剣乱舞祭2022 彩時記                             | 2022年12月22日 | 978-4-90-944817-0 |

### 関連イベント・コラボレーション（ミュージカル）
- 2016年5月1日 - 5月31日：グッドスマイル×アニメイトカフェ - ミュージカル『刀剣乱舞』～阿津賀志山異聞～×「アニメイトカフェ」 / アニメイトカフェ池袋2号店、天王寺店 刀剣男士イメージのドリンク＆フードメニューや限定商品も販売され、一部メニューは出演キャストがアイディアを出した[113]。
- 2016年12月 - 2017年8月：刀剣乱舞2.5Dカフェ / 東京・表参道 公演グッズの販売の他、ミュージカルに出演した刀剣男士をイメージしたドリンクも販売され[114]、刀剣乱舞の舞台とミュージカルでのコラボレーションはこちらが初[115]。
- 2018年9月11日：読売ジャイアンツ - 「ミュージカル『刀剣乱舞』×読売ジャイアンツ コラボナイター」 コラボグッズ付き観戦チケットが発売されたほか、出演キャストによる試合前のスペシャルパフォーマンスや始球式などが行われた[116][117]。
- 刀剣乱舞-本丸博- - 開催期間および場所は刀剣乱舞#関連イベント・コラボレーション参照。パネル展示の他、公演で実際に着用した衣装の展示も行われた[118]。

### ラジオ番組（ミュージカル）
『ミュージカル刀剣乱舞ラジオ』（ニッポン放送、2018年4月8日 - 2019年3月31日）
出演：ミュージカル『刀剣乱舞』キャスト陣
進行：吉田尚記

### テレビ出演（ミュージカル）
「刀剣男士」名義で音楽番組、情報番組などに出陣。
| 出陣日         | 番組                                                                | 出陣メンバー                                                                                                 |
| -------------- | ------------------------------------------------------------------- | --- |
| 2016年2月22日  | MUSIC JAPAN                                                         | 刀剣男士team三条with加州清光                                                                                 |
| 2016年9月4日   | シブヤノオト                                                        | 刀剣男士team三条with加州清光                                                                                 |
| 2017年7月2日   | シブヤノオト                                                        | 加州清光/大和守安定/和泉守兼定/蜂須賀虎徹                                                                    |
| 2017年9月30日  | シブヤノオト                                                        | 刀剣男士formation of 三百年                                                                                  |
| 2017年10月12日 | ZIP!                                                                | 刀剣男士formation of 三百年                                                                                  |
| 2018年1月28日  | 情熱大陸                                                            | |
| 2018年10月27日 | シブヤノオトPresents ミュージカル『刀剣乱舞』 -2.5次元から世界へ-   | 刀剣男士team三条with加州清光                                                                                 |
| 2018年11月17日 | SONGS OF TOKYO                                                      | 刀剣男士formation of TOKYO                                                                                   |
| 2018年12月31日 | 紅白歌合戦                                                          | 後述 |
| 2019年1月1日   | CDTVスペシャル！年越しプレミアライブ2018→2019                       | 同上 |
| 2019年11月4日  | J-MELO                                                              | 刀剣男士formation of 三百年                                                                                  |
| 2019年1月26日  | MUSIC FAIR                                                          | 今剣/加州清光/和泉守兼定/蜂須賀虎徹/膝丸/陸奥守吉行                                                          |
| 2019年12月27日 | ミュージックステーション ウルトラ SUPER LIVE 2019                   | 加州清光/大和守安定/和泉守兼定/蜂須賀虎徹/長曽祢虎徹/鶴丸国永                                                |
| 2020年1月2日   | オダイバ!!超次元音楽祭                                              | 加州清光/大和守安定/和泉守兼定/蜂須賀虎徹/長曽祢虎徹/鶴丸国永                                                |
| 2020年6月20日  | 日本博特別公演「日本の音と声と舞」                                  | 髭切/膝丸 |
| 2020年9月1日   | うたコン                                                            | 明石国行/ 千子村正/鶴丸国永/御手杵/篭手切江                                                                  |
| 2020年9月4日   | 美の壷                                                              | 三日月宗近                                                                                                   |
| 2020年9月11日  | ミュージックステーション                                            | 刀剣男士formation of葵咲                                                                                     |
| 2020年12月9日  | FNS歌謡祭                                                           | team新撰組with蜂須賀虎徹                                                                                     |
| 2021年3月20日  | オダイバ!!超次元音楽祭 -ヨコハマからハッピーバレンタインフェス2021- | 小狐丸/今剣/大和守安定/和泉守兼定/堀川国広/長曽祢虎徹/ 蜻蛉切/陸奥守吉行/巴形薙刀/明石国行/鶴丸国永/篭手切江 |
| 2021年7月17日  | 音楽の日2021                                                        | 千子村正/膝丸/鶴丸国永/御手杵/篭手切江/大典太光世                                                            |
| 2021年12月8日  | FNS歌謡祭                                                           | 鶴丸国永/浦島虎徹/日向正宗/豊前江/松井江/村雲江                                                              |
| 2022年3月19日  | オダイバ!!超次元音楽祭 -ヨコハマからハッピーバレンタインフェス2022- | 桑名江/松井江/豊前江/大典太光世/水心子正秀/源清麿/村雲江                                                     |
| 2022年12月7日  | FNS歌謡祭                                                           | team江 |

### 紅白出場（ミュージカル）
2018年の第69回NHK紅白歌合戦に出演し、同じく企画で出演する『ラブライブ!サンシャイン!!』のAqoursと共演する 。ジャパンカルチャー特集企画「刀剣乱舞 〜出陣! 紅白歌合戦〜」を演じた19振は下記の通りで、このうち6振（※）は、白組山内惠介の「さらせ冬の嵐 〜刀剣男士コラボスペシャル〜 」にも出演した。その他、紅白出場者全員がバックダンサーを務めた白組DA PUMP「U.S.A.」および白組北島三郎「まつり」でも、それぞれ6振ずつが出演した。
- 三日月宗近 - 黒羽麻璃央
- 加州清光 - 佐藤流司
- 小狐丸※ - 北園涼
- 石切丸 - 崎山つばさ
- 岩融 - 佐伯大地
- 今剣 - 大平峻也
- 大和守安定※ - 鳥越裕貴
- 和泉守兼定 - 有澤樟太郎
- 堀川国広※ - 阪本奨悟
- 蜂須賀虎徹 - 高橋健介
- 長曽祢虎徹※ - 伊万里有
- にっかり青江 - 荒木宏文
- 千子村正 - 太田基裕
- 蜻蛉切 - spi
- 物吉貞宗 - 横田龍儀
- 髭切 - 三浦宏規
- 膝丸※ - 高野洸
- 陸奥守吉行※ - 田村心
- 巴形薙刀 - 丘山晴己

## 舞台
ストレートプレイ版舞台劇。公式略称は「刀ステ（とうステ）」。

スローガン「戦い続ける」を掲げて、重厚な物語と激しい殺陣を特色としている。サブタイトルに『〇伝』をつける特徴がある。
一話完結のエピソードと共に、連綿としたストーリーを展開している。『虚伝』から『慈伝』の７作を第一章とし（再演含む）、2019年11月から上演された『維伝』が第二章のスタートと位置付けられている。公演によりキャストの変更があるが、それさえも物語の伏線となっており、キャストが完全に交代したというわけではない。

### 演目（舞台）
以下、上演順に列挙する。時系列順ではない。
虚伝 燃ゆる本能寺（きょでん もゆるほんのうじ）
初演→2016年5月3日 - 20日：東京 / 大阪
再演→2016年12月15日 - 2017年1月17日：東京 / 福岡 / 大阪 ※再演にあたり一部キャストが変更
2016年9月7日：初演 BD / DVD 発売
2017年1月25日：初演 サウンドトラックCD発売
2017年4月12日：再演 BD / DVD 発売
2017年7月19日：再演 蔵出し映像集 BD / DVD 発売
2022年4月20日：初演 劇場版 BD / DVD 発売
本能寺の変への出陣をきっかけとして広がる、刀剣男士の元の主との葛藤を軸の一つとして物語を描いている。
再演でも大幅にストーリーは変わらないが、細かい変化があり初演と比較して楽しめるような構成となっている。
また、初演・再演共にキャストたちのアドリブが繰り広げられる「軍議」シーンは大いに盛り上がった。
2024年4月には本作を原案とするテレビアニメ『刀剣乱舞 廻 -虚伝 燃ゆる本能寺-』が放送された。

義伝 暁の独眼竜
2017年6月1日 - 7月2日：東京 / 京都 / 福岡
2017年10月18日：BD / DVD 発売
2017年11月29日：サウンドトラックCD発売
2018年9月26日：義伝＆ジョ伝 蔵出し映像集 BD / DVD 発売
2022年4月20日：劇場版 BD / DVD 発売
関ヶ原の戦いにおいて歴史修正主義者の目論みを阻止する物語となっている。
伊達政宗、細川忠興所縁の刀剣男士の活躍が描かれている。
「刀剣以外の付喪神」の存在も示唆され、終盤にはこれに関するある展開は衝撃を呼んだ。

外伝 此の夜らの小田原（がいでん このよらのおだわら)
2017年11月23日：小田原城 特別公演
2018年5月23日：BD / DVD 発売
初の野外公演で、小田原城にて行われた。
出演者の大部分はジョ伝と共通する。
豊臣による小田原城攻めの直前が舞台となり、山姥切国広が長義の写しとして打たれる直前が描かれた。時系列としては前作である義伝の直前にあたる。

ジョ伝 三つら星刀語り（みつらぼしかたながたり）
2017年12月15日 - 29日：東京 / 大阪 / 福岡
2018年4月4日：BD / DVD 発売 ※映像特典として舞台では上演していない短編「恕伝 呑み取りの槍」も収録されている
2018年5月2日：サウンドトラックCD発売
2018年9月26日：義伝＆ジョ伝 蔵出し映像集 BD / DVD 発売
2022年6月15日：劇場版 BD / DVD 発売
タイトルの「ジョ」がカタカナ表記なのは、パートごとに異なる漢字が当てられた「ジョ伝」がひとつの物語となる構成のため。
第一幕「序伝」は文字通り、発足間もない本丸の物語が描かれ、第二幕「如伝」は義伝後に再び小田原征伐時代への出陣した様子が描かれる。
「序伝」で散りばめられた伏線を「如伝」で回収するシナリオと演出になっており、キャストたちの演じ分けなども楽しめる内容となっている。

悲伝 結いの目の不如帰（ひでん ゆいのめのほととぎす）
2018年6月2日 - 7月29日：東京 / 京都 / 福岡
2018年10月31日：BD / DVD 発売
2018年11月28日：サウンドトラックCD発売
2018年12月19日：密着ドキュメンタリーディレクターズカット版 BD / DVD 発売
2020年1月22日：蔵出し映像集 BD / DVD 発売
足利義輝の最期を改変しようと目論む歴史修正主義者と義輝を守ろうとする「正体不明の敵」との戦い、三日月に隠された秘密が明らかになるなど、「集大成」と銘打たれた作品。
大千秋楽では終盤の展開がそれまでの公演とは異なっている。

慈伝 日日の葉よ散るらむ（じでん ひびのはよちるらん）
2019年6月14日 - 8月4日：東京 / 大阪 / 兵庫公演
2019年11月6日：BD / DVD 発売
2020年1月8日：サウンドトラックCD発売
2020年6月17日：蔵出し映像集 BD / DVD 発売
過去への遡行は冒頭の映像のみで、本丸での刀剣男士たちの様子が描かれ、過去作と比べコメディタッチで描かれている作品。
登場する刀剣男士たちの数は過去最大であり、公演替わりの刀剣男士たちも4振登場する。
歴史上の人物やアンサンブルが演じる歴史遡行軍などは登場せず、刀剣男士たちのみの公演となった。

維伝 朧の志士たち（いでん おぼろのししたち）
2019年11月22日 - 2020年1月18日：東京 / 兵庫 / 福岡
2020年4月15日：BD / DVD 発売
2020年5月27日：サウンドトラックCD発売
2020年10月14日：蔵出し映像集 BD / DVD 発売
ゲーム内イベント「特命調査 文久土佐藩」を原作としており、ゲームイベントのシナリオをベースとした展開はメディアミックスでは初となる。
ゲームイベント同様に放棄された世界を舞台に、主に幕末に関係している刀剣男士たちの活躍が描かれた。
不可解な行動をするある時間遡行軍の存在などの新たな謎も描かれ、刀ステの新たな一歩となる作品となった。

改変 いくさ世の徒花の記憶（かいへん いくさゆのあだばなのきおく）
2020年7月16日 - 8月9日：東京
2020年12月16日：BD / DVD 発売
COVID-19の影響により本来の「綺伝 いくさ世の徒花」は中止となり、それに代わる形としてCOVID-19対策を組み込みソーシャル・ディスタンスを守りつつ「しぐさ（＝科）」と「せりふ（＝白）」を尽くして演じる「科白劇」での上演となった。
舞台上では全出演者が透明のマウスシールドを着用し、ソーシャル・ディスタンスを守りつつ立ち回る演出が施された。実装された刀装ということで講談師が登場し、その熱い語りでソーシャル・ディスタンスが保たれつつも殺陣などに従来の迫力を見せた。また、初の女性キャストが起用されるなどの新しい取り組みが行われた作品となった。
ゲーム内イベント「特命調査 慶長熊本」を軸に、本来上演されるはずであった「綺伝 いくさ世の徒花」にまつわるエピソードについて、歌仙兼定を筆頭とした細川家所縁の刀達を中心に、新たな視点からストーリーを展開した。
2022年に本来の形式で再演されることが発表されている。

天伝 蒼空の兵（てんでん あおぞらのつわもの） - 大坂冬の陣 -
2021年1月10日 - 3月28日：東京
2月6日 - 7日：6日の11時公演第2幕から出演者のケガにより中止
3月16日 16時15分公演：機構トラブルにより中止
2021年7月21日：BD / DVD 発売
2021年11月24日：サウンドトラックCD発売
2022年1月19日：蔵出し映像集 BD / DVD 発売
本作はIHIステージアラウンド東京を会場に、シリーズ初の360°回転円形劇場での開催となる。
シリーズ初となる2部作連続上演を予定しており、第2部となる「无伝 夕紅の士 - - 大坂夏の陣 -」は同会場にて2021年4月から6月まで上演。
また、シリーズ初となるスポンサーが付くこととなり、CMなど、さまざまなコラボ企画が発表になった。
大阪冬の陣に置ける豊臣秀頼と徳川家康を中心に描かれている作品。歴史における「諸説」や「逸話」という曖昧なものにも切り込み、物語の大きなキーワードとなっている。
今作だけでも一応完結しているが、一部の謎などは无伝へ引き継がれる形となった。時系列はジョ伝の後にあたり、第２部の无伝に続き、悲伝に至る。
「TBS開局70周年記念」のタイトルがあるように、制作委員会にて、「TBS」「電通」などが追加され、TBSにて裏側のドキュメントなどが放送された。
冬の陣には山姥切国広と一期一振が、夏の陣には三日月宗近と鶴丸国永がキービジュアルに据えられている。

无伝 夕紅の士（むでん ゆうくれのさむらい） - 大坂夏の陣 -
2021年4月11日 - 6月27日：東京
4月28日 - 5月11日：COVID-19の流行の影響で中止<
2021年10月20日：BD / DVD 発売
2021年12月22日：サウンドトラックCD発売
2022年5月18日：蔵出し映像集 BD / DVD 発売
本作は前作「天伝 蒼空の兵 - 大坂冬の陣 -」と同じ、IHIステージアラウンド東京を会場に、360°回転円形劇場での開催となる。
シリーズ初の２部作連続上演の第２部にあたる作品。天伝から唯一、豊臣秀頼が引き続き登場する。
大阪夏の陣を舞台に刀剣男士と真田十勇士の戦いを描く。史実にはいない真田十勇士の生き様も描き、劇中では無から生まれた存在として刀剣男士と対を為すような形で描かれている。
時系列は天伝後、悲伝の前に当たる。
ラストにスクリーンにこれまでの公演タイトルが映し出され、「悲伝」の文字が燃え尽き「陽伝」へと変化した。

綺伝 いくさ世の徒花（きでんいくさゆのあだばな）
2022年3月19日 - 5月15日：東京 / 福岡 / 大阪
2022年9月21日：BD / DVD 発売
科白劇の内容を本来のストレートプレイ形式として公演。
刀ステ本丸の「特命調査 慶長熊本」が描かれ、科白劇には登場しなかった時間遡行軍と天正遣欧使節などが登場し、科白劇とは異なる展開を迎える。細川ガラシャを中心としたキリシタン大名が作り上げたキリシタンたちのための熊本でガラシャと夫・細川忠興の愛憎劇が描かれる。時系列としては維伝後。

禺伝 矛盾源氏物語（ぐでん むじゅんげんじものがたり）
2023年2月4日 - 19日：東京 / 大阪
これまでの本丸とは違う本丸の刀剣男士たちの物語となっており、前代未聞の全キャスト女性で固めている。刀剣男士と光源氏のキャストは宝塚男役OG。綺伝である人物が仄めかしていた「物語に歴史を侵食させ、世界の陰陽を逆転させる」が実際に起こっている。
紫式部の作品「源氏物語」が平安京を覆ってしまっている状態で繰り広げられる物語。別本丸であるため、時系列は不明。

七周年感謝祭 -夢語刀宴會-（ゆめがたりかたなのうたげ）
2023年8月4日 - 6日：幕張メッセ 幕張イベントホール
舞台『刀剣乱舞』2016年5月の初演から7周年を迎えたことを記念して開催された。審神者の夢の中の「はちゃめちゃ本丸らんど」を舞台に、今までの公演に出演した刀剣男士が登場する（一部を除く）。骨喰藤四郎、鯰尾藤四郎、江雪左文字など二振りいる刀たちは二振りとも参加している（江雪左文字役の輝馬は千秋楽のみの参加）。
名前鬼、各刀たちによるミニコーナー、公演のOP・ED曲披露、新刀剣男士たちのお披露目（蜂須賀虎徹、長曾根虎徹、大和守安定）などが企画された。
なお、蜂須賀虎徹のお披露目により、刀ステにおける初期刀５振（刀ステでは始まりの刀と呼称）が揃い踏みした。

山姥切国広 単独行 -日本刀史
2023年10月 - 11月：東京 / 京都 / 福岡
修行の旅に出た山姥切国広の様子が描かれる。
審神者から送られた管狐「ふくのすけ」、様々な時間軸の「織田三郎信長」と共に日本刀に纏わる歴史を辿っていく。
山姥切は様々な偉人となって歴史を辿った末、ある刀剣男士の姿となってある戦いを再現することとなる。
時系列としては慈伝と維伝の間。
姿や性格、性別や種族まで違う信長が登場する関係上、参加するキャストは多くなっている。
「无伝」で「悲伝」が「陽伝」に変化したように、タイトルだった「結いの目の不如帰」の文字が燃え尽き、空白となった。

心伝　つけたり奇譚の走馬灯
2024年6 - 7月：東京 / 大阪 / 福岡
ゲーム内イベント「特命調査 慶応甲府」を題材に刀ステ本丸の「特命調査 慶長熊本」が描かれる。かつて新選組とよばれた人物たちと、新選組にゆかりのある刀剣男士たちとのストーリーとなっており、刀剣男士と元主との対話なども描かれた。
時系列としては本丸側は綺伝後と思われるセリフがあり、歴史遡行軍側は辿った時系列が違うようで綺伝で倒されたはずの遡行軍が次の時代へと旅立つ描写がある。
また、本作と航空会社・スターフライヤーのコラボレートも行われた。コラボでは機体にキャラクタービジュアルのラッピングを施したコラボジェットが就航したほか、「舞台『刀剣乱舞』」ファンサイト限定のイベント「STARFLYER × 舞台『刀剣乱舞』コラボ会見」が、同年5月1日に福岡・北九州空港スターフライヤーメンテナンスセンター（格納庫）にて行われた。

### 主なキャスト（舞台）
虚伝 燃ゆる本能寺
- 三日月宗近 - 鈴木拡樹
- 山姥切国広 - 荒牧慶彦
- 宗三左文字 - 佐々木喜英
- 小夜左文字 - 納谷健
- 薬研藤四郎 - 北村諒
- へし切長谷部 - 和田雅成
- 不動行光 - 椎名鯛造
- 一期一振 - 廣瀬大介
- 鯰尾藤四郎 - 杉江大志
- 燭台切光忠 - 東啓介
- 鶴丸国永 - 染谷俊之（初演）/健人（再演）
- 江雪左文字 - 輝馬（初演）/瀬戸祐介（再演）
- 森蘭丸 - 丸目聖人
- 明智光秀 - 窪寺昭

義伝 暁の独眼竜
- 三日月宗近 - 鈴木拡樹
- 山姥切国広 - 荒牧慶彦
- 大倶利伽羅 - 猪野広樹
- 燭台切光忠 - 東啓介
- 太鼓鐘貞宗 - 橋本祥平
- 鶴丸国永 - 健人
- 小夜左文字 - 納谷健
- 歌仙兼定 - 和田琢磨
- 伊達政宗 - 富田翔
- 細川忠興 - 早乙女じょうじ
- 片倉景綱 - 高松潤

外伝・ジョ伝 共通
- 山姥切国広 - 荒牧慶彦
- へし切長谷部 - 和田雅成
- 小夜左文字 - 納谷健
- 骨喰藤四郎 - 北川尚弥
- 同田貫正国 - 武子直輝
- 山伏国広 - 横山真史
- 日本号 - 成松慶彦
- 博多藤四郎 - 木津つばさ
- ソハヤノツルキ - 飯山裕太

外伝のみ
- 藤原在吉 - 竹下健人
- 北条氏直 - 早川一矢
- 長尾顕長 - 合田雅吏

ジョ伝のみ
- 黒田官兵衛 - 山浦徹
- 黒田長政 - 伊阪達也
- 豊臣秀吉 - 川下大洋
- 弥助 - 日南田顕久
- 母里友信 - 松川真也

悲伝 結いの目の不如帰
- 三日月宗近 - 鈴木拡樹
- 山姥切国広 - 荒牧慶彦
- 骨喰藤四郎 - 三津谷亮
- 不動行光 - 椎名鯛造
- へし切長谷部 - 和田雅成
- 歌仙兼定 - 和田琢磨
- 鶴丸国永 - 健人
- 燭台切光忠 - 東啓介
- 大般若長光 - 川上将大
- 鶯丸 - 前山剛久
- 大包平 - 加藤将
- 小烏丸 - 玉城裕規
- 足利義輝 - 中河内雅貴
- 鵺と呼ばれる - 碓井将大

慈伝 日日の葉よ散るらむ
- 山姥切国広 - 荒牧慶彦
- へし切長谷部 - 和田雅成
- 鶴丸国永 - 健人
- 鶯丸 - 前山剛久
- 大包平 - 加藤将
- 大般若長光 - 川上将大
- 大典太光世 - 磯野大
- ソハヤノツルキ - 飯山裕太
- 博多藤四郎 - 木津つばさ
- 前田藤四郎 - 大崎捺希
- 五虎退 - 設楽銀河
- 山伏国広 - 横山真史
- 同田貫正国 - 武子直輝
- 太郎太刀 - 小林涼
- 次郎太刀 - 小坂涼太郎
- 南泉一文字 - 谷水力
- 山姥切長義 - 梅津瑞樹
- 陸奥守吉行 - 蒼木陣
- 小夜左文字 - 納谷健（東京公演）
- 骨喰藤四郎 - 北川尚弥（大阪公演）
- 不動行光 - 椎名鯛造（兵庫公演）
- 歌仙兼定 - 和田琢磨（東京凱旋公演）

維伝 朧の志士たち
- 陸奥守吉行 - 蒼木陣
- 肥前忠広 - 櫻井圭登
- 南海太郎朝尊 - 三好大貴
- 和泉守兼定 - 田淵累生
- 堀川国広 - 小西詠斗
- 小烏丸 - 玉城裕規
- 鶴丸国永 - 染谷俊之
- 坂本龍馬 - 岡田達也
- 武市半平太 - 神農直隆
- 岡田以蔵 - 一色洋平
- 吉田東洋 - 唐橋充

綺伝 いくさ世の徒花 改変 いくさ世の徒花の記憶
- 歌仙兼定 - 和田琢磨
- 山姥切長義 - 梅津瑞樹
- にっかり青江 - 佐野真白
- 亀甲貞宗 - 松井勇歩
- 獅子王 - 伊崎龍次郎
- 篭手切江 - 大見拓土
- 古今伝授の太刀 - 塚本凌生
- 地藏行平 - 星元裕月
- 大友宗麟 - 三浦浩一
- 細川忠興 - 早乙女じょうじ
- 黒田孝高 - 山浦徹
- 高山右近 - 黒川恭佑
- 小西行長 - 堀田勝
- 大村純忠 - 石原正一
- 有馬晴信 - 船木政秀
- 細川ガラシャ - 七海ひろき

天伝 蒼空の兵 -大坂冬の陣-
- 一期一振 - 本田礼生
- 鯰尾藤四郎 - 前嶋曜
- 骨喰藤四郎 - 北川尚弥
- 宗三左文字 - 佐々木喜英
- 加州清光 - 松田凌
- 太閤左文字 - 北乃颯希
- 真田信繁 - 鈴木裕樹
- 大野治長 - 姜暢雄
- 豊臣秀頼 - 小松準弥
- 弥助 - 日南田顕久
- 阿形 - 安田桃太郎
- 吽形 - 杉山圭一
- 徳川家康 - 松村雄基
- 山姥切国広 - 荒牧慶彦

无伝 夕紅の士 -大坂夏の陣-
- 三日月宗近 - 鈴木拡樹
- 数珠丸恒次 - 高本学
- 骨喰藤四郎 - 三津谷亮
- 薬研藤四郎 - 北村諒
- へし切長谷部 - 和田雅成
- 大千鳥十文字槍 - 近藤頌利
- 泛塵 - 熊谷魁人
- 鶴丸国永 - 染谷俊之
- 豊臣秀頼 - 小松準弥
- 猿飛佐助 - 風間由次郎　
- 霧隠才蔵 - 河合龍之介　
- 穴山小助 - 牧田哲也　
- 三好清海入道 - 坂口修一　
- 三好伊三入道 - 竹村晋太朗　
- 海野六郎 - 高田淳
- 由利鎌之助 - 行澤孝
- 筧十蔵 - 久保田創　
- 望月六郎 - 伊藤教人　
- 根津甚八 - 星璃
- 高台院 - 一路真輝

綺伝 いくさ世の徒花
- 歌仙兼定 - 和田琢磨
- 山姥切長義 - 梅津瑞樹
- にっかり青江 - 佐野真白
- 亀甲貞宗 - 松井勇歩
- 獅子王 - 伊崎龍次郎
- 篭手切江 - 大見拓土
- 古今伝授の太刀 - 塚本凌生
- 地蔵行平 - 星元裕月
- 大友宗麟 - 三浦浩一
- 細川忠興 - 早乙女じょうじ
- 黒田孝高 - 山浦徹
- 高山右近 - 黒川恭佑
- 小西行長 - 堀田勝
- 大村純忠 - 石原正一
- 有馬晴信 - 船木政秀
- 伊東マンショ - 松村龍之介
- 千々石ミゲル - 佐藤永典
- 中浦ジュリアン - 深澤大河
- 原マルチノ - 湯本健一
- 細川ガラシャ - 七海ひろき

禺伝 矛盾源氏物語
- 歌仙兼定 - 七海ひろき
- 大倶利伽羅 - 彩凪翔
- 一文字則宗 - 綾凰華
- 山鳥毛 - 麻央侑希
- 姫鶴一文字 - 澄輝さやと
- 南泉一文字 - 汐月しゅう
- 藤壺の女御 - 皆本麻帆
- 六条の御息所 - 梅田彩佳
- 葵の上 - 橘二葉
- 空蝉 - 井上怜愛
- 末摘花 - 永田紗茅
- 小少将の君 - 兵頭祐香
- 光源氏 - 瀬戸かずや

七周年感謝祭 -夢語刀宴會-（ゆめがたりかたなのうたげ）
|  | - 三日月宗近 - 鈴木拡樹 - 大典太光世 - 磯野大 - 数珠丸恒次 - 高本学 - にっかり青江 - 佐野真白 - 一期一振 - 本田礼生 - 鯰尾藤四郎 - 杉江大志 - 鯰尾藤四郎 - 前嶋曜 - 骨喰藤四郎 - 北川尚弥 - 骨喰藤四郎 - 三津谷亮 - 前田藤四郎 - 大崎捺希 - 博多藤四郎 - 木津つばさ - 五虎退 - 設楽銀河 - 薬研藤四郎 - 北村諒 - 太鼓鐘貞宗 - 橋本祥平 - 亀甲貞宗 - 松井勇歩 - 江雪左文字 - 輝馬 - 江雪左文字 - 瀬戸祐介 - 宗三左文字 - 佐々木喜英 - 小夜左文字 - 納谷健 - 加州清光 - 松田凌 - 歌仙兼定 - 和田琢磨 - 和泉守兼定 - 田淵累生 - 陸奥守吉行 - 蒼木陣 - 山姥切国広 - 荒牧慶彦 - 山伏国広 - 横山真史 - 堀川国広 - 小西詠斗 - 大倶利伽羅 - 猪野広樹 - へし切長谷部 - 和田雅成 - 不動行光 - 椎名鯛造 - 獅子王 - 伊崎龍次郎 - 小烏丸 - 玉城裕規 - 同田貫正国 - 武子直輝 | - 鶴丸国永 - 染谷俊之 - 太郎太刀 - 小林涼 - 次郎太刀 - 小坂涼太郎 - 日本号 - 成松慶彦 - 篭手切江 - 大見拓土 - 南泉一文字 - 谷水力 - 山姥切長義 - 梅津瑞樹 - 南海太郎朝尊 - 三好大貴 - 肥前忠広 - 櫻井圭登 - 古今伝授の太刀 - 塚本凌生 - 地蔵行平 - 星元裕月 - 大千鳥十文字槍 - 近藤頌利 - 泛塵 - 熊谷魁人 - 講談師 - 神田山緑 《映像出演》 - ソハヤノツルギ - 飯山裕太 - 一期一振 - 廣瀬大介 - 大包平 - 加藤将 - 大般若長光 - 川上将大 - 鶴丸国永 - 健人 - 太閤左文字 - 北乃颯希 〈軍議シーン〉 - 富田翔 - 中河内雅貴 - 唐橋充 - 小松準弥 - 一路真輝 《シークレット》 - 蜂須賀虎徹 - 後藤大 - 大和守安定 - 植田圭輔 - 長曽祢虎徹 - 松田岳 |

山姥切国広 単独行 -日本刀史
- 山姥切国広 - 荒牧慶彦

心伝　つけたり奇譚の走馬灯
- 加州清光 - 松田凌
- 大和守安定 - 植田圭輔
- 和泉守兼定 - 田淵累生
- 堀川国広 - 小西詠斗
- 長曽祢虎徹 - 松田岳
- 孫六兼元 - 砂川脩弥
- 監査官 - 内藤大希
- 近藤勇 - 佐々木崇
- 土方歳三 - 小早川俊輔
- 斎藤一 - 池岡亮介
- 永倉新八 - 足立英昭
- 谷三十郎 - 阿見201
- 山南敬助 - 栗原功平
- 沖田総司 - 早乙女友貴

### スタッフ（舞台）
- 原案 - 「刀剣乱舞-ONLINE-」（DMMゲームズ/Nitroplus）
- 演出・脚本 - 末満健一
- 音楽 - manzo、テルジヨシザワ、南ゆに、伊真吾、KYOHEI
- アクション監督 - 奥住英明（虚伝〈初・再〉）、栗田政明（義伝以降）
- 美術 - 秋山光洋
- 照明 - 大波多秀起、加藤直子
- 音響 - ヨシモトシンヤ
- 衣裳 - 惠藤高清
- 甲冑制作 - 渡邊礼子
- 刀剣制作 - 羽鳥健一
- ヘアメイク - 古橋香奈子
- 振付 - 梅棒、だーよし（TRIQSTAR）
- 歌唱指導 - 水野里香
- トレーナー - 伊藤洋

- 制作委員会 - ニトロプラス、マーベラス、東宝、DMM.com

### 関連作品（舞台）
| 発売日         | タイトル                                                                | 規格品番      |
| -------------- | ----------------------------------------------------------------------- | ------------- |
| 2017年1月25日  | 舞台『刀剣乱舞』虚伝 燃ゆる本能寺 オリジナル・サウンドトラック          | MJSA-01196～7 |
| 2017年11月29日 | 舞台『刀剣乱舞』義伝 暁の独眼竜 オリジナル・サウンドトラック            | MJSA-01224～5 |
| 2018年5月2日   | 舞台『刀剣乱舞』ジョ伝 三つら星刀語り オリジナル・サウンドトラック      | MJSA-01241～2 |
| 2018年11月28日 | 舞台『刀剣乱舞』悲伝 結いの目の不如帰 オリジナル・サウンドトラック      | MJSA-01254～5 |
| 2020年1月8日   | 舞台『刀剣乱舞』慈伝 日日の葉よ散るらむ オリジナル・サウンドトラック    | MJSA-1279     |
| 2020年5月27日  | 舞台『刀剣乱舞』維伝 朧の志士たち オリジナル・サウンドトラック          | MJSA-01293～4 |
| 2021年11月24日 | 舞台『刀剣乱舞』天伝 蒼空の兵 -大坂冬の陣- オリジナル・サウンドトラック | MJSA-01323～5 |
| 2021年12月22日 | 舞台『刀剣乱舞』无伝 夕紅の士 -大坂夏の陣- オリジナル・サウンドトラック | MJSA-01327～9 |

| 発売日         | タイトル                                                                          | 規格品番                                       | 規格品番   | 最高位                 |
| 発売日         | タイトル                                                                          | Blu-ray                                        | DVD        | 最高位                 |
| -------------- | --------------------------------------------------------------------------------- | ---------------------------------------------- | ---------- | ---------------------- |
| 2016年9月7日   | 舞台『刀剣乱舞』虚伝 燃ゆる本能寺                                                 | TBR-26192D                                     | TDV-26193D | 1位（BD） 2位（DVD）   |
| 2017年4月12日  | 舞台『刀剣乱舞』虚伝 燃ゆる本能寺 〜再演〜                                        | TBR-27111D                                     | TDV-27085D | 2位（BD・DVD）         |
| 2017年7月19日  | 舞台『刀剣乱舞』蔵出し映像集 -虚伝 燃ゆる本能寺 〜再演〜篇-                       | TBR-27229D                                     | TDV-27230D | 4位（BD） 3位（DVD）   |
| 2017年10月18日 | 舞台『刀剣乱舞』義伝 暁の独眼竜                                                   | TBR-27305D                                     | TDV-27306D | 1位（BD・DVD）         |
| 2018年4月4日   | 舞台『刀剣乱舞』ジョ伝 三つら星刀語り                                             | TBR-28108D                                     | TDV-28109D | 1位（BD・DVD）         |
| 2018年5月23日  | 舞台『刀剣乱舞』外伝 此の夜らの小田原                                             | TBR-28147D                                     | TDV-28148D | 3位（BD・DVD）         |
| 2018年9月26日  | 舞台『刀剣乱舞』蔵出し映像集 ―義伝 暁の独眼竜/ジョ伝 三つら星刀語り 篇―           | TBR-28278D                                     | TDV-28279D | 8位（BD） 7位（DVD）   |
| 2018年10月31日 | 舞台『刀剣乱舞』 悲伝 結いの目の不如帰                                            | TBR-28292D                                     | TDV-28293D | 1位（BD・DVD）         |
| 2018年12月19日 | 密着ドキュメンタリー 舞台『刀剣乱舞』悲伝 結いの目の不如帰 ディレクターズカット篇 | TBR-28351D                                     | TDV-28352D | 13位（BD） 18位（DVD） |
| 2019年11月6日  | 舞台『刀剣乱舞』慈伝 日日の葉よ散るらむ                                           | TBR-29238D                                     | TDV-29239D | 1位（BD・DVD）         |
| 2020年1月22日  | 舞台『刀剣乱舞』蔵出し映像集 －悲伝 結いの目の不如帰 篇－                         | TBR-29259D                                     | TDV-29260D | 3位（BD） 8位（DVD）   |
| 2020年4月15日  | 舞台『刀剣乱舞』維伝 朧の志士たち                                                 | TBR-29388D                                     | TDV-29389D | 2位（BD） 4位（DVD）   |
| 2020年6月17日  | 舞台『刀剣乱舞』蔵出し映像集 －慈伝 日日の葉よ散るらむ 篇－                       | TBR-29395D                                     | TDV-29396D | 1位（BD） 4位（DVD）   |
| 2020年10月14日 | 舞台『刀剣乱舞』蔵出し映像集 －維伝 朧の志士たち 篇－                             | TBR-30069D                                     | TDV-30070D | 4位（BD） 5位（DVD）   |
| 2020年12月16日 | 科白劇 舞台『刀剣乱舞/灯』綺伝 いくさ世の徒花 改変 いくさ世の徒花の記憶           | TBR-30179D                                     | TDV-30180D | 1位（BD） 2位（DVD）   |
| 2021年7月21日  | 舞台『刀剣乱舞』天伝 蒼空の兵 -大坂冬の陣-                                        | TBR-31133D                                     | TDV-31134D | 2位（BD） 4位（DVD）   |
| 2021年10月20日 | 舞台『刀剣乱舞』无伝 夕紅の士 -大坂夏の陣-                                        | TBR-31135D                                     | TDV-31136D | 2位（BD・DVD)）        |
| 2022年1月19日  | 舞台『刀剣乱舞』蔵出し映像集 ―天伝 蒼空の兵 -大坂冬の陣- 篇―                      | TBR-31247D                                     | TDV-31248D | 3位（BD） 6位（DVD）   |
| 2022年4月20日  | 劇場版 舞台『刀剣乱舞』虚伝 燃ゆる本能寺                                          | TBR-31312D                                     | TDV-31313D | 16位（BD） 15位（DVD） |
| 2022年4月20日  | 劇場版 舞台『刀剣乱舞』義伝 暁の独眼竜                                            | TBR-31314D                                     | TDV-31315D |                        |
| 2022年5月18日  | 舞台『刀剣乱舞』蔵出し映像集 ―无伝 夕紅の士 -大坂夏の陣- 篇―                      | TBR-31272D                                     | TDV-31273D | 4位（BD） 8位（DVD）   |
| 2022年6月15日  | 劇場版 舞台『刀剣乱舞』ジョ伝 三つら星刀語り                                      | TBR-31326D                                     | TDV-31327D | 6位（BD） 13位（DVD）  |
| 2023年8月17日  | 劇場版 舞台『刀剣乱舞』天伝 蒼空の兵 -大坂冬の陣-                                 | TBR-31354D                                     | TDV-31355D | 15位（BD）             |
| 2022年9月21日  | 舞台『刀剣乱舞』綺伝 いくさ世の徒花                                               | TBR-31328D                                     | TDV-31329D | 5位（BD） 4位（DVD）   |
| 2022年11月16日 | 劇場版 舞台『刀剣乱舞』无伝 夕紅の士 -大坂夏の陣-                                 | TBR-32007D                                     | TDV-32008D | 16位（BD）             |
| 2023年2月15日  | 劇場版 舞台『刀剣乱舞』悲伝 結いの目の不如帰                                      | TBR-33018D                                     | TDV-33019D | 13位（BD）             |
| 2023年3月15日  | 舞台『刀剣乱舞』蔵出し映像集 ―綺伝 いくさ世の徒花 篇―                             | TBR-33060D                                     | TDV-31329D | 13位（BD） 20位（DVD） |
| 2023年4月19日  | 劇場版 舞台『刀剣乱舞』慈伝 日日の葉よ散るらむ                                    | TBR-33020D                                     | TDV-33021D |                        |
| 2023年6月21日  | 劇場版 舞台『刀剣乱舞』維伝 朧の志士たち                                          | TBR-33062D                                     | TDV-33063D | 18位（BD）             |
| 2023年5月31日  | 舞台『刀剣乱舞』禺伝 矛盾源氏物語                                                 | TBR-33091D                                     | TDV-33092D | 2位（BD・DVD)）        |
| 2023年11月22日 | 舞台『刀剣乱舞』蔵出し映像集 ―禺伝 矛盾源氏物語 篇―                               | TBR-33223D                                     | TDV-33224D |                        |
| 2024年1月24日  | 舞台『刀剣乱舞』七周年感謝祭 -夢語刀宴會-                                         | TBR-34024D(数量限定 豪華版) TBR-34025D(通常版) | TDV-34026D |                        |

| タイトル                                                         | 発売日        | 品番                   |
| ---------------------------------------------------------------- | ------------- | ---------------------- |
| 舞台『刀剣乱舞』虚伝 燃ゆる本能寺 公式ビジュアルストーリーブック | 2016年9月7日  | ISBN 978-4-86-506182-6 |
| 舞台『刀剣乱舞』虚伝 燃ゆる本能寺 公式パラパラブック             | 2016年9月7日  | ISBN 978-4-86-506183-3 |
| 戯曲 舞台『刀剣乱舞』虚伝 燃ゆる本能寺                           | 2018年1月19日 | JAN 4529790601915      |
| 戯曲 舞台『刀剣乱舞』義伝 暁の独眼竜                             | 2018年1月19日 | JAN 4529790601922      |
| 戯曲 舞台『刀剣乱舞』ジョ伝 三つら星刀語り                       | 2018年9月28日 | JAN 4529790602035      |
| 戯曲 舞台『刀剣乱舞』悲伝 結いの目の不如帰                       | 2020年2月21日 | JAN 4529790602325      |
| 舞台『刀剣乱舞』5周年記念 OFFICIAL BOOK 上巻 / 下巻              | 2022年2月25日 |                        |

### 関連イベント・コラボレーション（舞台）
刀剣乱舞 2.5Dカフェ / 2017年12月 - 2018年2月：大阪
公演グッズの販売の他、舞台に出演した刀剣男士をイメージしたドリンクも販売された。刀剣乱舞の舞台とミュージカルでのコラボレーションはこちらが初となる。
刀剣乱舞-本丸博
開催期間および場所は刀剣乱舞#関連イベント・コラボレーション参照。パネルや公演写真が展示された。
舞台『刀剣乱舞』虚伝 燃ゆる本能寺×ナンジャタウン / 2017年1月：東京
舞台に出演した刀剣男士をイメージしたコラボメニューの他、限定グッズも販売された。
グッドスマイル×アニメイトカフェ / 2017年6月（アニメイトカフェ秋葉原店 / 大阪日本橋店 / アニメイトカフェショップ京都店）
『舞台 刀剣乱舞 義伝 暁の独眼竜』とのコラボレーション。刀剣男士をイメージしたドリンクおよびフードメニューの他、限定商品も販売された。
5周年記念展 /（2021年9月10日 - 27日：池袋PARCO / 2021年10月30日 - 11月14日：名古屋PARCO）
5年間の公演をたどり、衣裳や直近の公演で使用した舞台セットの一部を公開。公演のカーテンコールで象徴的に登場する番傘展示等のダイナミックな展示や、オリジナルグッズ販売もおこなわれた。
劇場版 舞台『刀剣乱舞』/ 2021年11月 - 2022年12月
- 虚伝：2021年11月23日 - 12月13日
- 義伝：2022年1月21日 - 2月10日
- ジョ伝：2022年2月18日 - 3月10日
- 天伝：2022年4月1日 - 21日
- 无伝：2022年5月9日 - 29日
- 悲伝：2022年9月23日 - 10月13日
- 慈伝：2022年10月14日 - 11月3日
- 維伝：2022年11月18日 - 12月8日

舞台『刀剣乱舞』5周年を記念し、過去作の中から8作品を3週間限定で順次劇場上映。
映像は劇場スクリーンに合わせて再編集、Blu-ray/DVDとは異なる新アングルを多数採用している。また週替わり特典として、撮りおろしキャストコメントの上映や、数量限定の入場者特典を配布。
物販では、各作品上演当時の公演パンフレットを劇場で販売。
上映した映像は上映期間終了後にBlu-ray/DVDでの発売も順次予定されている。
スターフライヤーコラボレート / （2024年4月8⽇ - 9月30日）
　舞台『刀剣乱舞』心伝 つけたり奇譚の走馬灯を記念し、機体にキャラクタービジュアルのラッピングを施したコラボジェットが就航。心伝で登場する刀剣男士がスターフライヤーの機長の制服に身を包んだショットも公開されるなど、各種コラボ企画が実施された。また、「舞台『刀剣乱舞』」ファンサイト限定のイベント「STARFLYER × 舞台『刀剣乱舞』コラボ会見」が、同年5月1日に福岡・北九州空港スターフライヤーメンテナンスセンター（格納庫）で行われた。

## 歌舞伎

### 演目（歌舞伎）
新作歌舞伎 刀剣乱舞 月刀剣縁桐（つきのつるぎえにしのきりのは）（2023年7月2日 - 27日、新橋演舞場）

### 構成
- プロローグ・序幕
- 二幕目
- 三幕目・大詰

### 配役
- 三日月宗近 - 尾上松也
- 足利義輝、小狐丸 - 尾上右近
- 松永久直、同田貫正国 - 中村鷹之資
- 義輝妹紅梅姫、髭切 - 中村莟玉
- 膝丸 - 上村吉太朗
- 小烏丸 - 河合雪之丞
- 異界の翁 - 澤村國矢
- 異界の嫗 - 市川蔦之助
- 山口左司馬 - 大谷龍生
- 弾正奥方柵 - 中村歌女之丞
- 善法寺春清 - 大谷桂三
- 松永弾正 - 中村梅玉

## ラジオ番組
『刀剣乱舞2.5ラジオ』（ニッポン放送、2019年4月7日～2022年3月27日）
出演：ミュージカル『刀剣乱舞』（偶数月）、舞台「刀剣乱舞」（奇数月）のキャスト
2.5ラジオ部員
ミュージカル：高橋健介、有澤樟太郎、田村心
舞台：荒牧慶彦、梅津瑞樹、和田琢磨